# Jan I Hinckaert
Jan I Hinckaert, heer van Ohain (ca. 1385 – ca. 1439/1440) was een Brabants edelman uit het geslacht Hinckaert. Hij was burggraaf van Tervuren en grootwoudmeester en opperjachtmeester van Brabant.

## Leven
Als zoon van Filip I Hinckaert was Jan I afkomstig uit een buitenechtelijke tak van het Brabants hertogelijk huis. Mogelijk werd hij in Antwerpen geboren. Hij trouwde met een onbekende echtgenote en had met haar een zoon Jan II Hinckaert, met wie hij ten onrechte lang is vereenzelvigd. 
Al in 1411 is Hinckaerts betrokkenheid bij de hertogelijke jacht geattesteerd. Hij werd op 13 juli 1418 aangesteld tot opperjachtmeester door hertog Jan IV van Brabant. In het conflict tussen de hertog en de Staten van Brabant over het weggeven van Holland en Zeeland, lijkt Hinckaert de zijde van de Staten te hebben gekozen, want hij en zijn vader waren vertrouwelingen van Jacoba van Beieren. Waarschijnlijk op aandringen van de Staten werd hij in 1421 kortstondig hofmaarschalk van hertog Jan IV.
Op 17 oktober 1427 liet hertog Filips van Sint-Pols Hinckaert het tijdelijke genot van het Jachthuis van Bosvoorde en de inkomsten daaruit, in ruil voor het betalen van het jachtpersoneel, het onderhoud van de kennels en het organiseren van de jacht. Deze regeling werd in 1430 aangepast en het volgende jaar hernieuwd. 
Ondertussen verwierf Hinckaert domeinen van de familie Vanden Bossche. Omdat Jan vanden Bossche in 1428-1429 met Quade Gherit agressie pleegde tegen de Brusselse burgemeester Jan van Brouchoven en zijn zoon, kwam amman Pipenpoy met zestien ruiters beslag leggen op zijn domein Tervuren. Hij moest 40 peters boete betalen en verliet het land. Begin 1431 verzoende hij zich met Filips de Goede, maar dat kon zijn landgoederen niet redden. Door een Leuvense schepenbrief van 18 juni 1434 werd Hinckaert beleend met het land van Ohain. Het volgende jaar kwam daar het burggraafschap van Tervuren – dat hij sinds 1422 in een soort onderpand hield – en de vorsterij Duisburg bij. 
In 1436 werd hij raadsheer van Filips de Goede en het jaar nadien weer hofmaarschalk. Hij stierf ten laatste op 22 augustus 1440.